# (1599) Giomus
(1599) Giomus – planetoida z pasa głównego asteroid okrążająca Słońce w ciągu 5 lat i 197 dni w średniej odległości 3,13 au. Została odkryta 17 listopada 1950 roku w Algiers Observatory w Algierze przez Louisa Boyera. Nazwa planetoidy wywodzi się od pochodzącej z VI wieku nazwy miasta Gien we Francji. Została zaproponowana przez P. Prêtre który urodził się w Gien oraz obliczył orbitę planetoidy. Przed nadaniem nazwy planetoida nosiła oznaczenie tymczasowe (1599) 1950 WA.